# Montoriol
Montoriol ([muntuɾi'ol], oficialment en francès Montauriol) és un poble, cap de la comuna del mateix nom, de 205 habitants, pertanyent a la comarca del Rosselló, a la subcomarca dels Aspres, a la Catalunya del Nord.

## Etimologia
Segons Joan Coromines, el topònim Montoriol prové de l'adjunció de dos ètims: mons i aureolus. La primera és la mateixa de mont i muntanya, i cal interpretar-la amb aquest significat; la segona significa daurat, o ros groguenc. Res a veure amb el nom de l'ocell, l'oriol, que prové de la mateixa arrel llatina.

## Geografia

### Localització i característiques generals del terme

Situació de la comuna de Montoriol en el Rosselló

El terme comunal de Montoriol, d'una extensió de 111.000 hectàrees, és situat en el sector de llevant de la subcomarca dels Aspres, a prop de la Plana del Rosselló, però en una zona de relleu força accidentat. Sense que hi hagi cap cim eminent en el terme comunal, el seu punt més elevat és a l'extrem sud-oest, que arriba als 683 m alt en el triterme amb Calmella i Oms i el que menys, 146,3 a la sortida del terme de la Galcerana. La Casa del Comú de Montoriol, com a centre de Montoriol d'Avall, és a 195,4 m alt.
El poble nasqué al lloc conegut com a Montoriol d'Amunt, on es formà una petita cellera a l'entorn de l'església i el seu cementiri. D'aquell poble primitiu, amb prou feines en queden restes, i el nucli principal es traslladà al fons de la vall, a una certa distància al nord-est, on nasqué Montoriol d'Avall, un poble d'hàbitat dispers. Un tercer nucli de població cresqué al lloc conegut com els Hostalets, a ponent de Montoriol d'Avall, al límit amb Queixàs i al peu de la carretera que travessa el terme.
Al nord-est del terme, a la vall de la Galcerana, o Ribera de Montoriol, hi ha l'únic tros pla del terme, que és extensivament aprofitat per les explotacions agràries de Montoriol.
Termes municipals limítrofs:
| Castellnou dels Aspres |     | Terrats          |
| Queixàs                |     | Forques Torderes |
| Calmella               | Oms | Llauró           |

### El poble de Montoriol (Montoriol d'Avall)
Poble d'hàbitat dispers format per un petit conjunt de cases i masies escampades als peus de l'església parroquial de Sant Sadurní de Montoriol d'Avall, d'origen preromànic, està situat a 194 m alt al fons de la vall de la Ribera de Montoriol. És aproximadament en el centre del terme comunal. A més de la Casa de la Vila, té els pocs serveis i comerços de Montoriol. S'hi reconeixen tres veïnats: el Veïnat d'Amunt, el d'Avall i el d'en Voló, abans Mas d'en Voló. Tots tres són a poca distància un de l'altre. També hi ha zones de nova construcció, com la moderna urbanització del Serrat de les Planes.

#### Veïnat d'Amunt

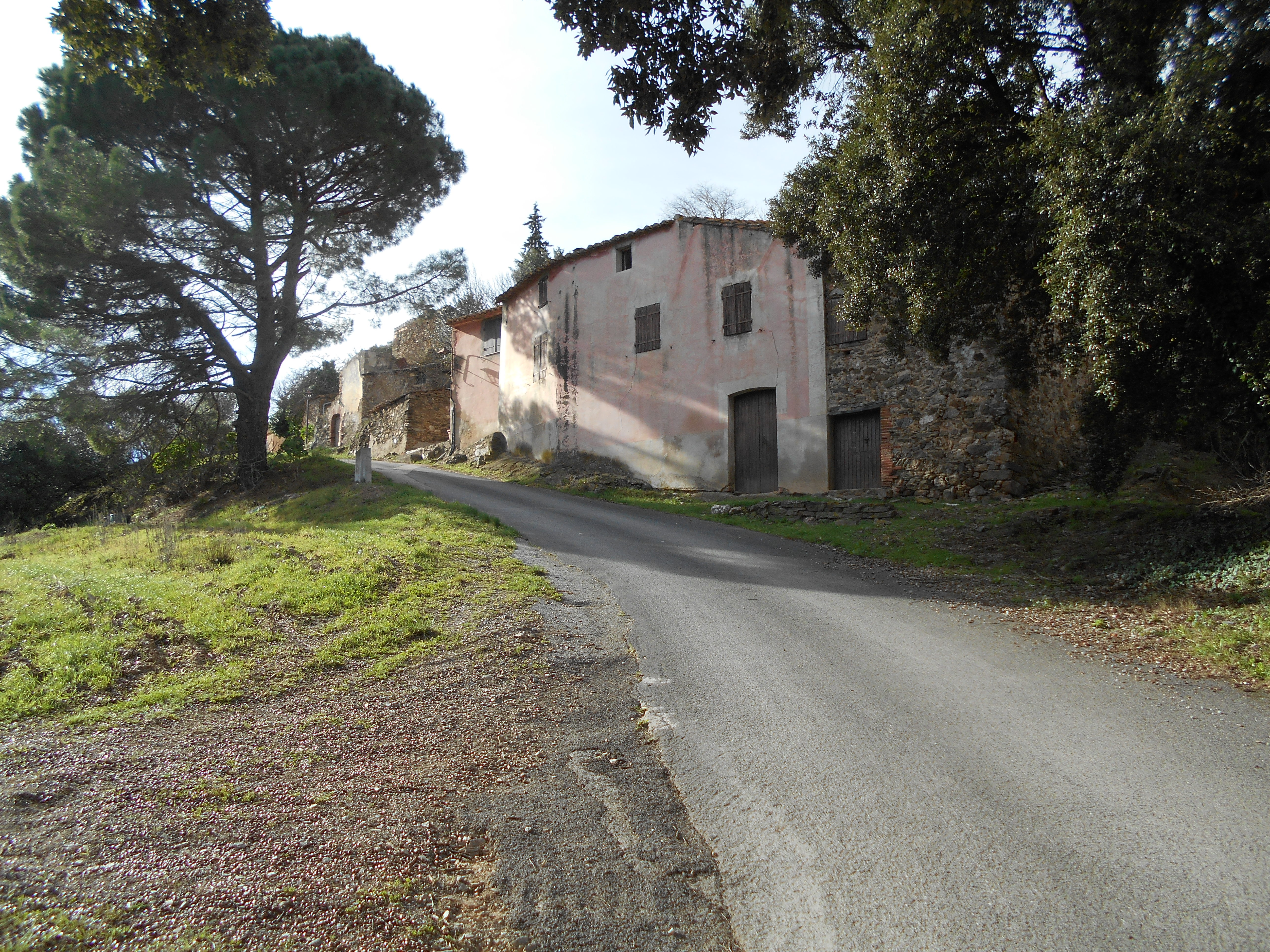
El Veïnat d'Amunt

El Veïnat d'Amunt és aturonat a la dreta del Còrrec dels Hostalets i a l'esquerra de la Ribera de Montoriol, en un lloc que suggereix una posició acastellada, tot i que no es conserva cap traça ni de castell ni de muralles. És al sud i damunt de l'actual Casa del Comú de Montoriol, edifici que va hostatjar l'escola del poble, mentre existí i del lloc on es forma, segons alguns mapes, la Galcerana o, segons d'altres, on la Ribera de Montoriol rep per l'esquerra el Còrrec dels Hostalets.

#### Veïnat d'Avall

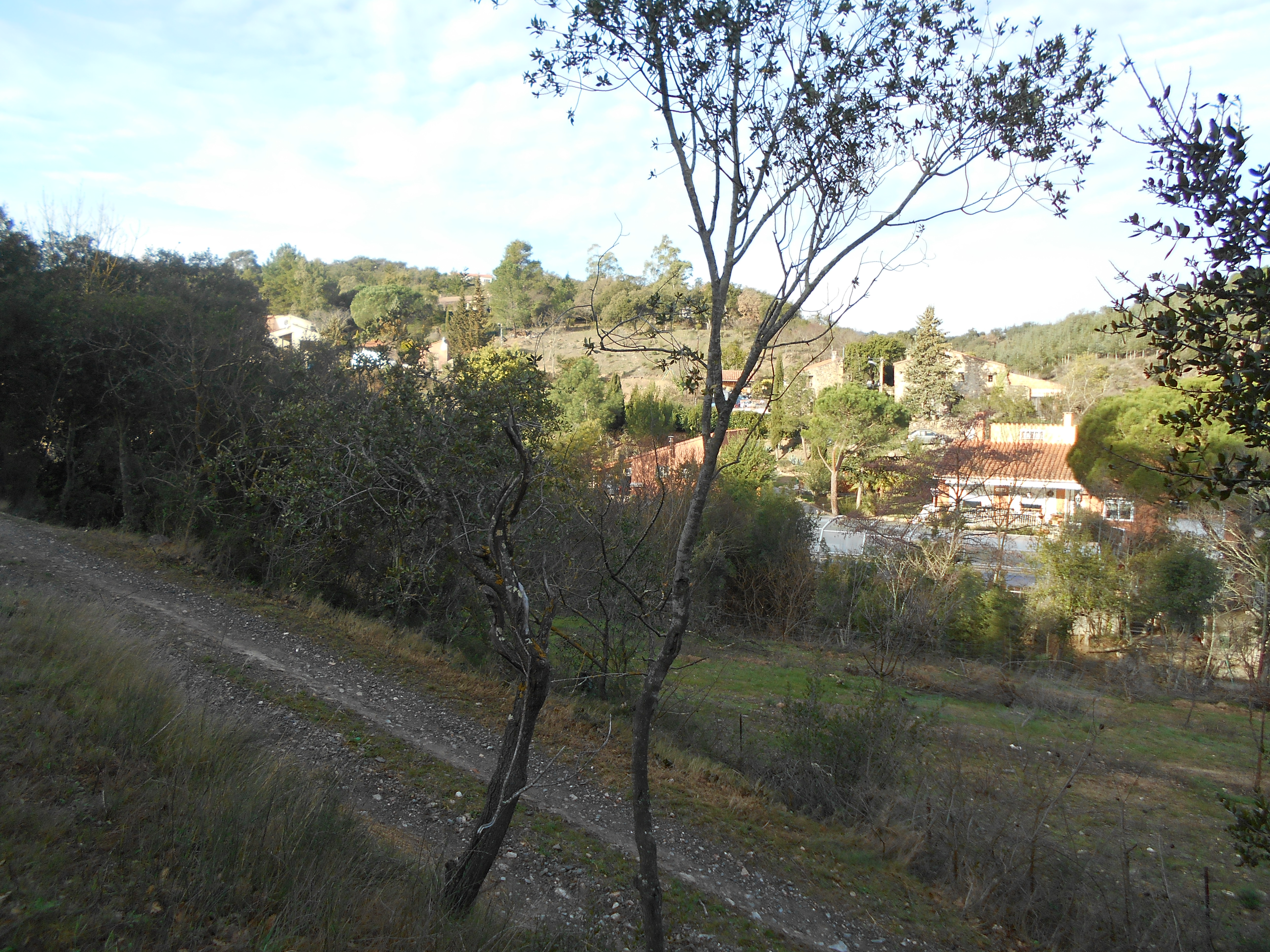
El Veïnat d'Avall

El Veïnat d'Avall és situat a l'esquerra de la Ribera de Montoriol (també anomenada la Galcerana, com a fruit de la unió dels dos torrents esmentats en el punt anterior). És un veïnat sense nucli de població, format per un conjunt de cases, la majoria modernes, repartides pels costers de l'esquerra de la ribera esmentada.

#### Veïnat d'en Voló

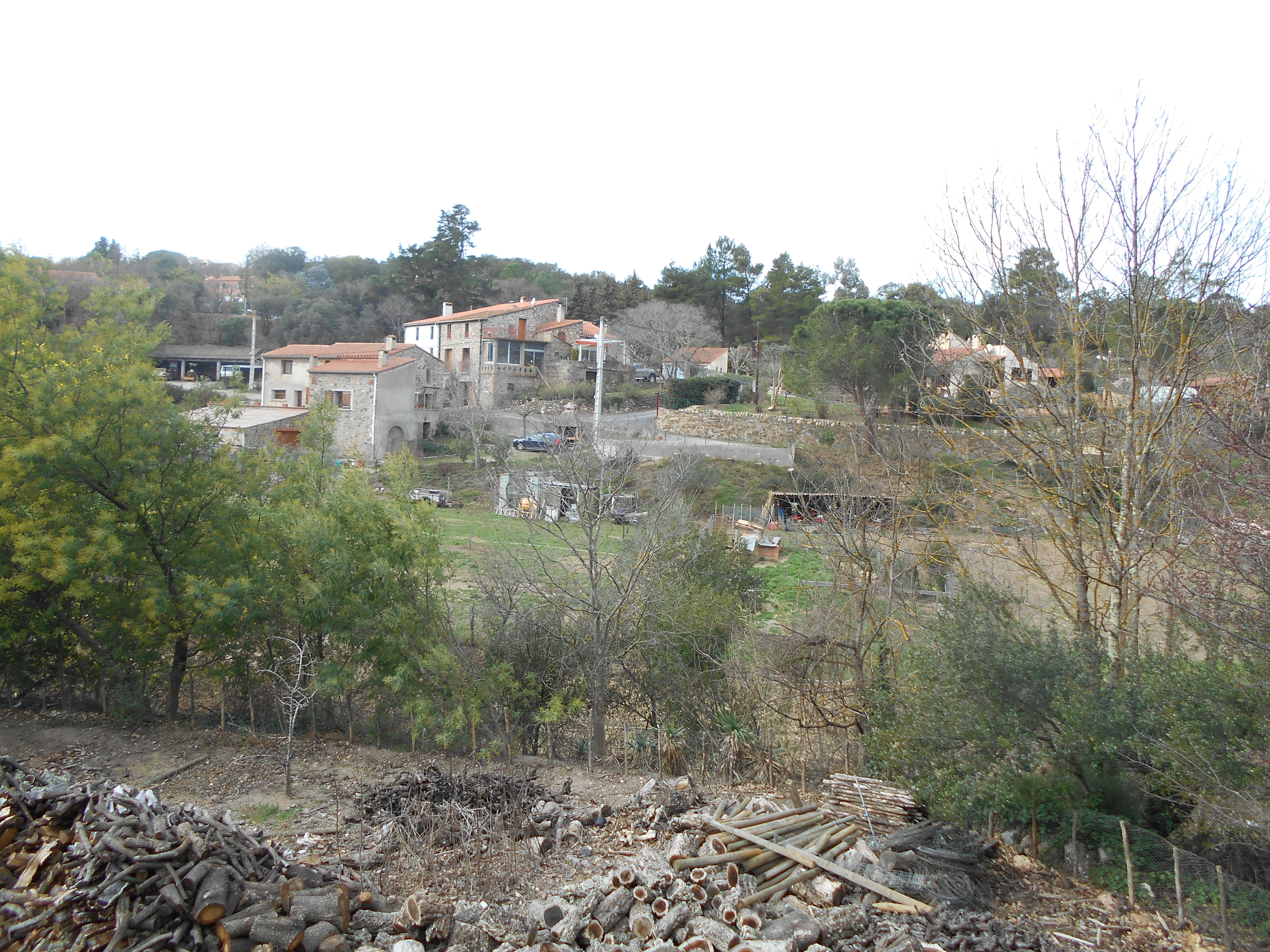
El Veïnat d'en Voló

El Veïnat d'en Voló és situat també a l'esquerra de la Ribera de Montoriol, a mig camí entre el Veïnat d'Amunt i el d'Avall. Es tracta d'un conjunt de cases modernes construïdes al voltant del Mas d'en Voló, única edificació antiga del veïnat.

### Montoriol d'Amunt

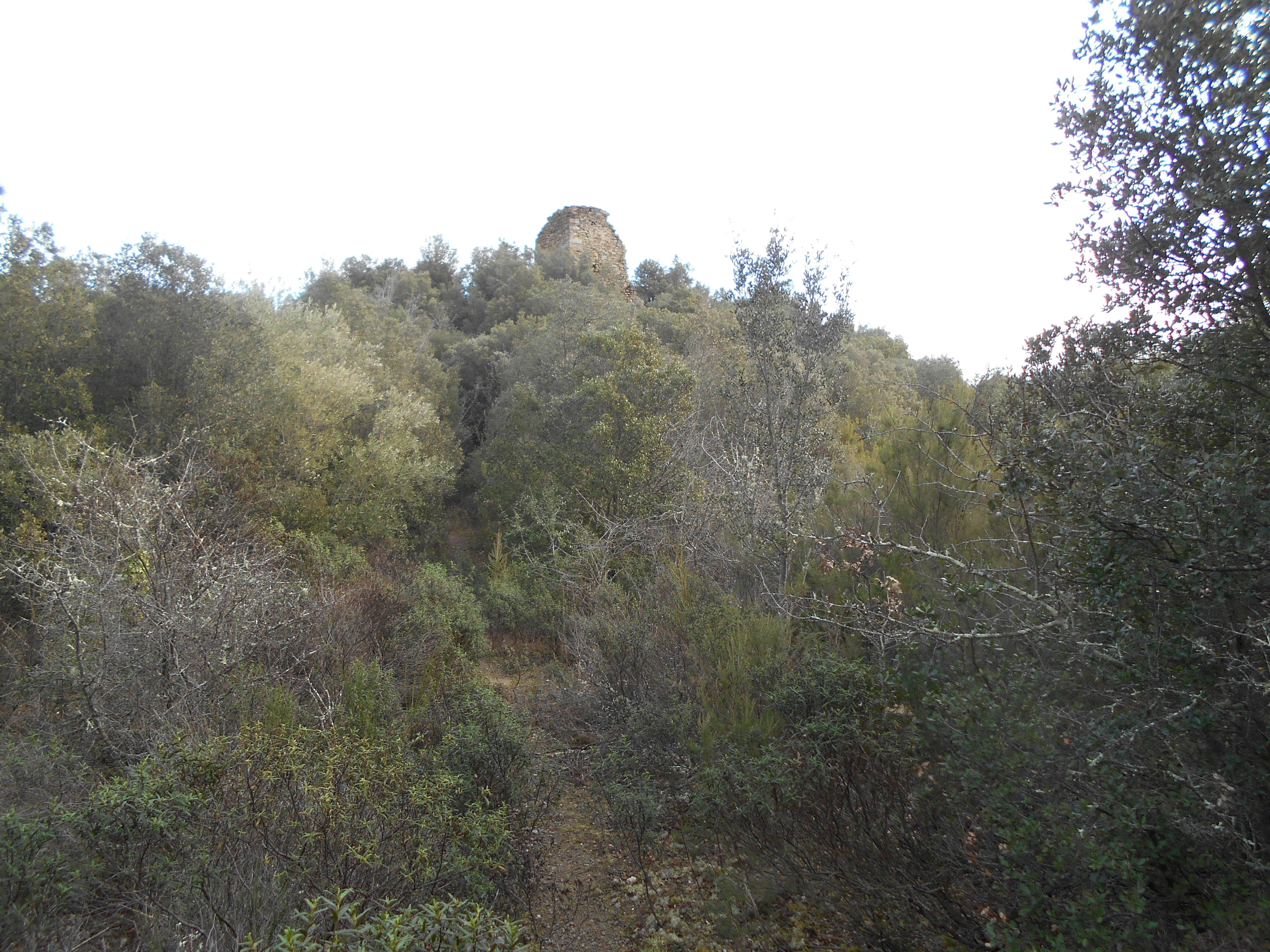
Turó on es troben les restes de Montoriol d'Amunt

Situat en el sector sud-oest del terme, a 359 m alt, al cim d'un turó, el poble de Montoriol d'Amunt, pràcticament del tot desaparegut, s'organitzava en forma de cellera a l'entorn de l'església parroquial de Sant Miquel de Montoriol d'Amunt. Les restes de l'església i de la resta del poble foren arrasades fa pocs anys per un propietari rural forà. En el lloc hi havia hagut el Castell de Montoriol d'Amunt, del qual queden algunes restes importants.

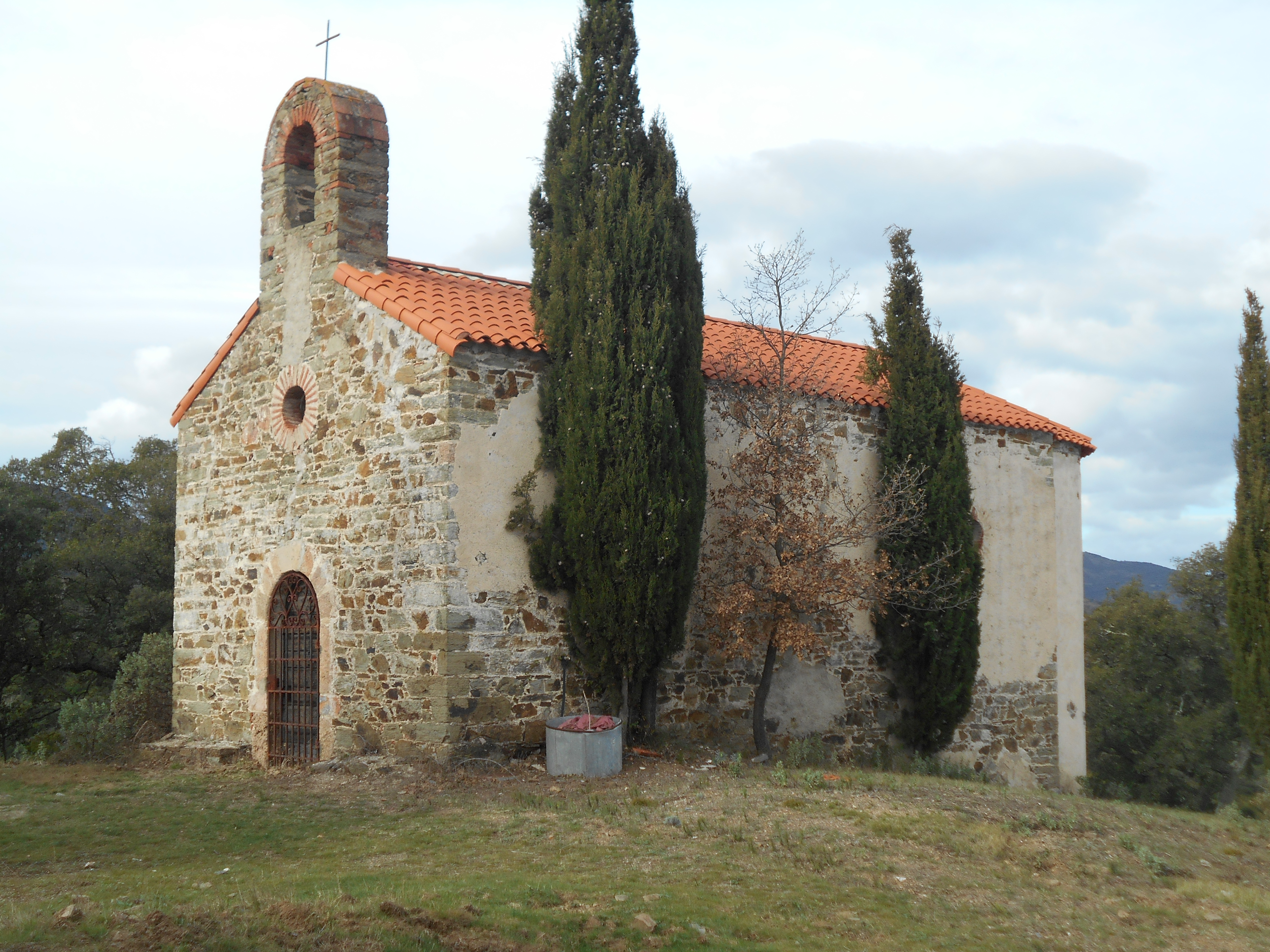
Santa Maria de Montoriol

Prop de Montoriol d'Amunt, lleugerament més al nord-est, hi ha el Mas Vallpuig, on es troba la capella de Santa Maria de Montoriol d'Amunt, o del Mas d'en Costa (nom antic del Mas Vallpuig). La capella actual, que no és la primitiva, en substituí una d'antiga, romànica, del segle xi.

### Els Hostalets

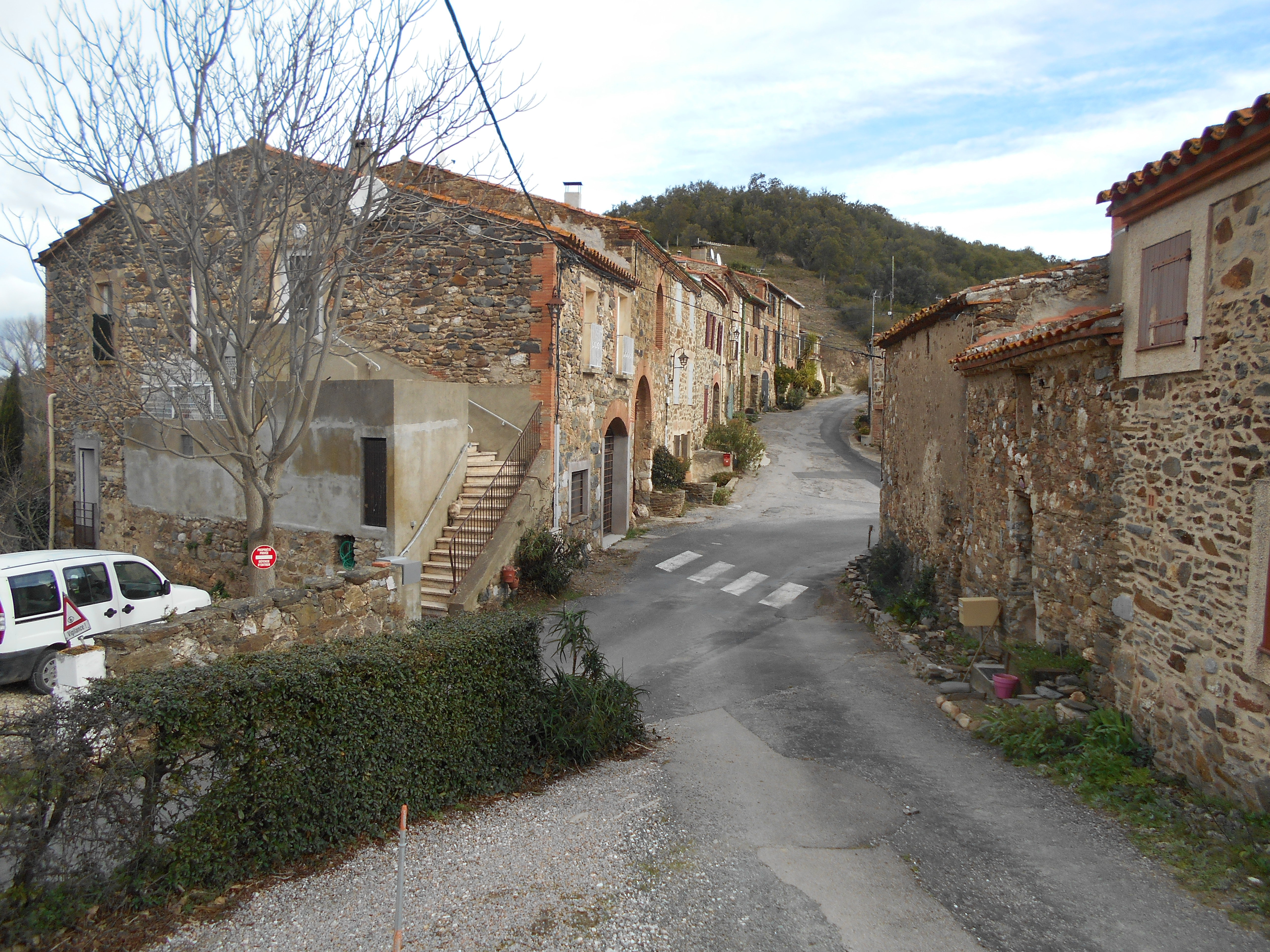
Els Hostalets

Petit veïnat sorgit a prop de l'extrem de ponent del terme, al límit amb Queixàs, a l'entorn d'un antic hostal de camí (d'on el nom). El petit poble està format per dos carrers, tan sols.

### Sant Amanç de la Ribera

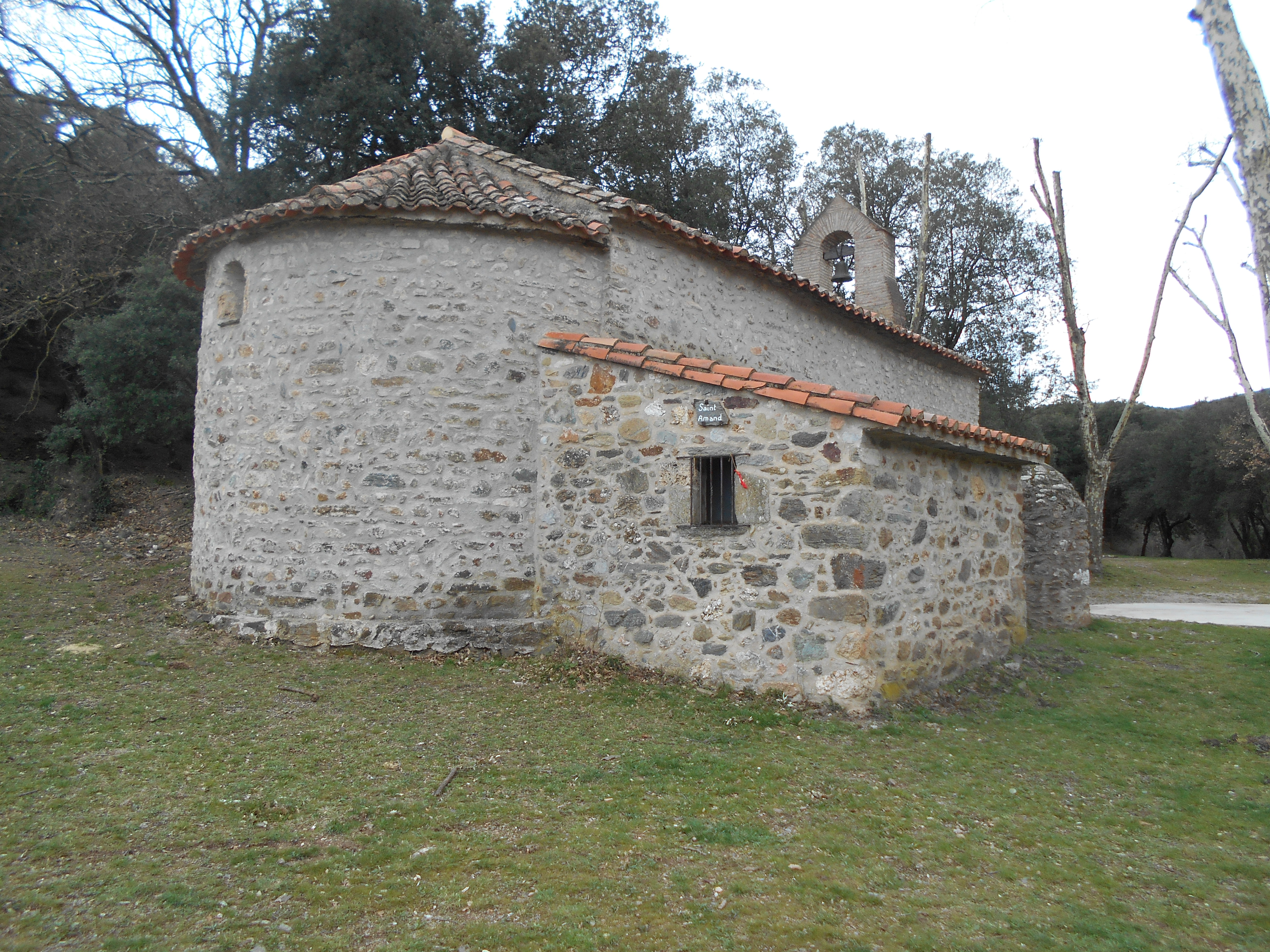
Sant Amanç de la Ribera

Situada ben bé a l'extrem oest del terme, molt a prop del triterme amb Queixàs i Calmella, es troba l'església romànica de Sant Amanç de la Ribera. És a la riba dreta de la Ribera de Sant Amanç, que deu el nom a la capella.

### Els masos del terme
Diversos masos, i molt repartits, es troben en terme de Montoriol: Can Descossí, abans Mas Llanes, Can -o Mas d'en- Manent, abans Castell de Montoriol d'Amunt, Can Noguers, Can Quirc, o Mas d'en Quirc, o Mas Banaix, el Casot del Còrrec del Mas d'en Cabila, el Casot de les Planes, el Casot de Riu Mateu, el Casot, el Casot d'en Labau, abans Cortal d'en Julià, el Casot d'en Palmada, la Cava d'en Meler i Casa d'en Bosquet, el Cortal de les Picateres, el Cortal de la Garrigueta, el Cortal d'Avall, abans Cortal Cammàs, el Cortal Moran, el Cortal -o Mas- Pujol, el Mas Chevalier, el Mas de la Ferriola, el Mas de la Llinassa, abans Cortal Meler, el Mas Denís, abans Mas Mauran, el Mas d'en Denís, el Mas d'en Trilles, el Mas Galí, el Mas Julià, o Mas Cartutxo, el Mas Moreu, el Mas Roig, el Mas Vallpuig, abans d'en Costa,. Algun és desaparegut, com el Mas d'en Vila.

### Orografia
Tot i que el conjunt del terme comunal és força muntanyós, destaca la meitat sud del terme, on s'arriba als 422 m alt. El punt més alt, al límit amb Oms, és el turó de Montagut, en els vessants del qual es forma la Ribera de Montoriol, una de les capçaleres del Reart, juntament amb la Ribera de la Galcerana. A l'extrem de ponent, entre les elevacions de la zona, discorre la Ribera de Sant Amanç, que és una de les que forma la Cantarana.
Alguns dels topònims del terme són indicadors de formes diferents de relleu. Així, trobem una obaga (el Bac d'en Cabilla), dues solelles (el Solà i el Solà del Vinyot), una forta depressió (el Clot), un coll de muntanya (el Coll -abans Collada- dels Sastres), dues costes extenses, totes dues anomenades senzillament la Costa, alguns cims muntanyencs (Montagut, Puig Rabiol, Puig Tallat, Roca Comerma), algunes serres o serrats (Serra de Bertra, Serra de la Brossa, Serrallonga, Serrat de la Mata de l'Ullastre, Serrat de la Pòpia, Serrat del Camp Gran, Serrat de les Planes, abans de les Planes d'Avall, Serrat dels Hostalets, Serrat de Montagut, Serrat d'en Cabilla, Serrat de les Pedres -o de les Peires- Blanques, Serrat d'en Vidaula, Serrat de Picateres i Serrat de Xabric).

### Els cursos d'aigua
En el terme de Montoriol hi ha uns cursos d'aigua principals, que vertebren les diferents valls del terme, i tot un seguit de còrrecs que en són afluents. Com a cursos d'aigua principals hi ha un riu, la Cantarana, tres torrents, el Riu Mateu, la Ribera de Montoriol i la Ribera de Sant Amanç, i un munt de còrrecs. Els còrrecs de Montoriol són: el Còrrec de Bertra, el de Caraig, el de la Brossa, el de la Calcina, el de la Coma, el de la Creu de l'Ull, el de la Garrigueta, el de la Pedra -o Peira- Foradada, el de la Pradella, el de la Torre de l'Era, el de la Vinya de l'Avi, el del Bac d'en Cabilla, el del Bac d'en Trilles, el del Campàs, el del Camp del Falguer, el del Casal, abans dels Casals, el del Coll dels Sastres, el de les Picateres, el del Forn de la Policarda, el del Mas de la Llinassa, el del Mas d'en Delom, el del Mas d'en Manent, el del Mas d'en Trilles, el del Mas d'en Vila, el del Mas Julià, el del Pou, el dels Hostalets, el dels Noguers, el del Vinyot, el de Montagut, denominat Còrrec de la Gotina a Oms, el d'en Denís, el de Pedra Negra, el de Pedres -o Peires- Blanques, el de Pradelles, el de Puig Tallat, el de Roca Comerma, el de Riba Roja, el de Serrallonga, el de Vall-lloseres, el de Xabric, i els Còrrecs de Camp Gran i de Puig Rabiol. Alguns d'ells són designats popularment amb el sol nom de Còrrec.
Algunes fonts importants es troben a Montoriol: Font del Còrrec dels Noguers, Font del Mas d'en Costa, Font del Mas d'en Trilles, Font del Mas Julià i Font del Mas Roig.

### El terme comunal
En el terme de Montoriol es conserva una bona quantitat de noms de llocs destacats en el terme, partides i altres. Així, hi trobem Baines, o el Camp de Baines, la Barraca d'en Cinto, Bertra, el Bosc d'en Trilles, la Brossa, la Calcina, el Camp del Falguer, el Camp d'en Rimbau, el Camp Gran, el Caraig, Caraig (diferent de l'anterior), la Creu de l'Ull, l'Església, la Garriga Plana, les Garrigues del Cortal, la Garrigueta, Jus la Casa, el Mallol, els Mallols, el Mas d'en Costa, el Mas d'en Manent, el Mas d'en Trilles, el Mas d'en Vila, el Mas d'en Voló, el Mas Julià, el Mas Mauran, la Mata de l'Ullastre, Montagut, les Olivetes de Puig Rabiol, Pedra Negra, les Picateres, les Planes, abans les Planes d'Avall, la Pòpia, Pradelles, el Prat, el Recolze, el Regatiu, Riba Roja, la Ribera, Riu Mateu, Sant Amanç, la Torre de l'Era, Vall-lloseres, la Vinya d'en Cantuem, la Vinya d'en Manent, la Vinya, o Vinyer, de l'Avi, les Vinyes d'Amunt i Xabric.
Alguns dels topònims conservats indiquen punts de la línia termenal de Montoriol amb les comunes veïnes: el Piló de la Calcina d'Oms, el Roc del Camp de Baines, el Roc del Camp d'en Riambau i el Roc Negre de la Font del Roc.

## Transports i comunicacions
Travessa el terme de Montoriol una única carretera, la D - 2 (Argelers de la Marenda - D-619, a Trevillac) travessa el terme d'est a oest, aproximadament pel centre. Per aquesta carretera, Montoriol es comunica directament amb Forques (1,1 km), Vilamulaca (5,2), Sant Joan la Cella (8,3 km), Brullà (12,4), Sant Genís de Fontanes (15,6), la Roca d'Albera (18,7), Sureda (22,3) i Argelers (25,2), cap a l'est, i Queixàs (11,7), Sant Miquel de Llotes (16,2), Illa (18,1), Montalbà del Castell (27,1) i Trevillac (29,7) (els dos darrers ja a la Fenolleda, comarca occitana), cap a l'oest.
La línia del servei departamental de Le bus à 1 € més propera a Montoriol és la que enllaça Forques amb Perpinyà, la 390. Uneix Perpinyà amb Forques, passant per Toluges, Tuïr, Santa Coloma de Tuïr i Terrats. Ofereix deu serveis diaris en cada direcció, de dilluns a dissabte. No circula els dies de festa. Per aquesta línia, Forques és a 5 minuts de Terrats, a 10 de Santa Coloma de Tuïr, a quasi 20 de Tuïr, a 35 de Toluges i a tres quarts d'hora de Perpinyà. Des de Forques a Montoriol cal comptar amb el TAD, el Transport a la demanda. Funciona únicament els diumenges i dies festius, i s'ha de sol·licitar per telèfon el dia abans.
Les vies de comunicació de Montoriol amb els pobles dels voltants són la Ruta de Fontcoberta, el Camí de Calmella, el Camí de Castellnou, el Camí Vell de Queixàs, ara anomenat Camí de Comerma, el Camí o Ruta de Forques, el Camí de Forques al Molí de Cantarana, el Camí de Llauró, el Camí de Terrats des dels Hostalets, abans Camí de Calmella a Perpinyà, el Camí de Torderes al Molí de Cantarana, el Camí de Tuïr, abans Camí del Molí de Cantarana, el Camí d'Oms, o Camí de Ceret, el Camí d'Oms des dels Hostalets, el Camí Vell de Queixàs a Perpinyà i el Camí Vell de Torderes. D'altra banda, hi ha els camins interns del terme comunal, com el Camí de la Torre de l'Era, el Camí del Caraig, el Camí del Coll dels Sastres, el Camí del Cortal d'Avall, el Camí de l'Església, el Camí de les Planes, el Camí del Mas d'en Costa, el Camí del Mas Llanes al Mas Moran, el Camí del Serrat d'en Cabilla, el Camí de Riba Roja, el Camí de Serra Llonga, el Camí de Xabric, la Pista de les Picateres, la Pista del Mas d'en Manent, la Pista del Serrat de les Pedres Blanques i la Pista de Montagut.
Segons una hipòtesi desenvolupada per l'historiador antic Fra Roig, dedicat exclusivament a les fargues medievals, el terme de Montoriol era travessat per un camí carener que duia el mineral extret a Batera per dur-lo a Elna o a Ruscino. Aquest camí entrava en el terme de Montoriol per Sant Amanç de la Ribera, procedent de Calmella, passava pel lloc on ara hi ha els Hostalets, i se n'anava cap a Terrats seguint la vall de la Cantarana. Al llarg del seu possible recorregut s'han trobat força fragments d'àmfores.

## Acivitats econòmiques
La major part del terme no és productiu agrícolament. Es tracta d'un territori amb boscos d'alzines, garrics, castanyers i arbres de ribera a les zones més humides. Cal destacar que Montoriol va sofrir un gran incendi forestal el juliol del 1976. En les zones properes a les lleres de les riberes hi ha una dotzena d'explotacions agrícoles bàsicament dedicades al conreu de la vinya, quasi totes dins de denominacions d'origen controlades. Hi ha també una petita quantitat d'albercoquers.
Hi ha algunes pedreres d'esquist per a paviments, en una empresa de caràcter menestrals.

## Història

### Edat mitjana
El primer esment de les dues localitats que hi havia en el terme és del 967: Monte Auriolo subteriore vel Salvatichos i villare Salvatichos, formes que es repeteixen el 1011. El 1010 també consta villa Montis Aurioli superiori, també anomenat Salvanera. Aquestes denominacions fan referència clara a l'asprositat del lloc i a la foscor dels boscos dominants en aquestes valls.
Oliba d'Oms, del llinatge dels Oms, era senyor de Montoriol d'Amunt el 1010. Un probable descendent seu signa com a Pere Bernat de Montoriol, com a senyor del lloc. Al segle xii, el senyoriu passà als Santafè, i després als Llupià, ja al segle xiv; els Llupià retien homenatge al vescomte de Castellnou. El 1463 el títol anà a parar a mans de Jaume Joan, burgès de Perpinyà, a ran de l'ocupació del Rosselló per les tropes de Lluís XI de França.
El senyoriu dels dos Montoriol no sempre anà unit, ja que pel que fa a Montoriol d'Avall, consta el monestir de Sant Miquel de Cuixà com a posseïdor d'un alou, que al segle xii passà a mans de l'església d'Elna.

### Edat Moderna
El 1617 guanyava el títol del dos llocs de Montoriol la família Delpàs de Sant Marçal, que el mantingué fins a la Revolució Francesa i la fi de l'Antic Règim.

## Demografia

### Demografia antiga
La població està expressada en nombre de focs (f) o d'habitants (h)
| 22 f | 14 f | 6 f | 3 f | 3 f | 8 f | 19 f | 102 h | 16 f |

Font: Pélissier 1986
Notes:
- 1365 i 1378: per a Montoriol i Teulís
- 1720: comptat amb Oms

### Demografia contemporània
| Evolució de la població |      |      |      |      |      |      |      |      |
| 1793                    | 1800 | 1806 | 1821 | 1831 | 1836 | 1841 | 1846 | 1851 |
| 103                     | 99   | 111  | 146  | 150  | 191  | 229  | 241  | 166  |

| 1856 | 1861 | 1866 | 1872 | 1876 | 1881 | 1886 | 1891 | 1896 |
| ---- | ---- | ---- | ---- | ---- | ---- | ---- | ---- | ---- |
| 165  | 172  | 178  | 188  | 199  | 170  | 182  | 188  | 183  |

| 1901 | 1906 | 1911 | 1921 | 1926 | 1931 | 1936 | 1946 | 1954 |
| ---- | ---- | ---- | ---- | ---- | ---- | ---- | ---- | ---- |
| 203  | 165  | 164  | 123  | 125  | 128  | 118  | 104  | 85   |

| 1962 | 1968 | 1975 | 1982 | 1990 | 1999 | 2006 | 2008 | 2011 |
| ---- | ---- | ---- | ---- | ---- | ---- | ---- | ---- | ---- |
| 77   | 78   | 90   | 125  | 165  | 188  | 202  | 215  | 213  |

| 2013 |
| ---- |
| 205  |

Fonts: Ldh/EHESS/Cassini fins al 1999, després INSEE a partir deL 2004

### Evolució de la població

Població 1962-2008

## Administració i política

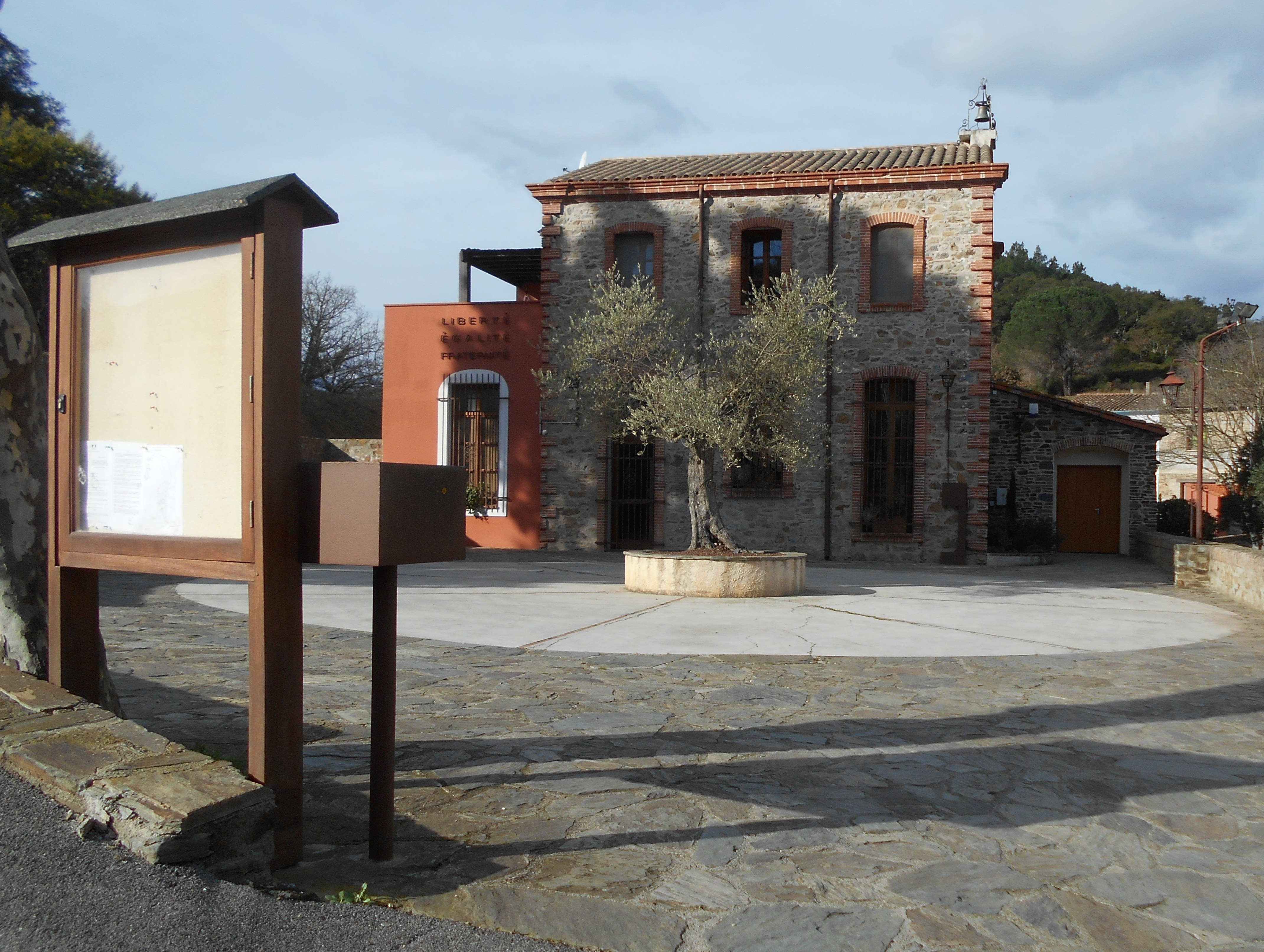
La Casa del Comú de Montoriol

### Batlles[17]
| Període                       | Nom            | Opció política | Comentaris |
| ----------------------------- | -------------- | -------------- | ---------- |
| Març del 2001 - Març del 2008 | Francis Cazès  |                |            |
| Març del 2008 - Moment actual | Patrick Mauran |                |            |

### Legislatura 2014 - 2020

#### Batlle
- Patrick Mauran.

#### Adjunts al batlle[18]
- 1r: Hervé Camsoulines
- 2n: Raoul Barneoud
- 3r: Jean-Marie Saquer.

#### Consellers municipals
- Christophe Montagut
- Carole Sanchez
- Nicole Guldemont
- Maryse Baillette-Oliveras
- Mathias Hoppe
- Mireille Banture
- Sandrine Vilaro.

### Adscripció cantonal

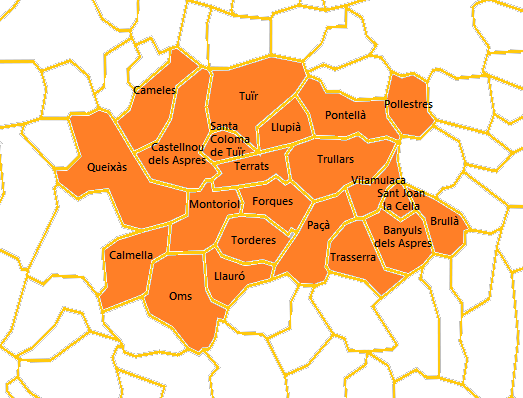
Mapa del Cantó 1 dels Aspres

A les eleccions cantonals del 2015 Montoriol ha estat inclòs en el cantó número 1, denominat Els Aspres, amb capitalitat a la vila de Tuïr i amb els pobles de Banyuls dels Aspres, Brullà, Calmella, Cameles, Castellnou dels Aspres, Forques, Llauró, Llupià, Montoriol, Oms, Paçà, Pollestres, Pontellà i Nyils, Queixàs, Santa Coloma de Tuïr, Sant Joan la Cella, Terrats, Torderes, Trasserra, Trullars i Vilamulaca. Hi han estat escollits com a consellers departamentals Édith Pugnet, del Partit Comunista - Front d'esquerra, Vicepresident del Consell departamental, adjunta al batlle de Cabestany, i René Olivé, del Partit Socialista, Vicepresident del Consell departamental, batlle de Tuïr.

## Ensenyament i cultura
Montoriol no disposa d'escola pròpia. Pel que fa als infants en edat d'escola maternal i primària, poden assistir als pobles dels voltants: Corbera de les Cabanes, Llupià, Sant Feliu d'Avall, Terrats o Tuïr. Per a la secundària, poden assistir als col·legis de Ceret, Illa, Sant Esteve del Monestir, el Soler, Toluges o Tuïr. Finalment, per al batxillerat, als Liceus de Ceret o Perpinyà.
Montoriol té una activa Biblioteca Municipal, que compta amb un equip de voluntaris que promouen activitats culturals. A part, el poble té només actius el Comitè de Festes i una associació de caçadors.

## Persones il·lustres
- L'arqueòloga i etnòloga Françoise Claustre (1937-2006) passà els darrers anys de la seva vida a Montoriol.
- El cantautor Jordi Barre es troba enterrat en el cementiri de la població.